# Лісостеп

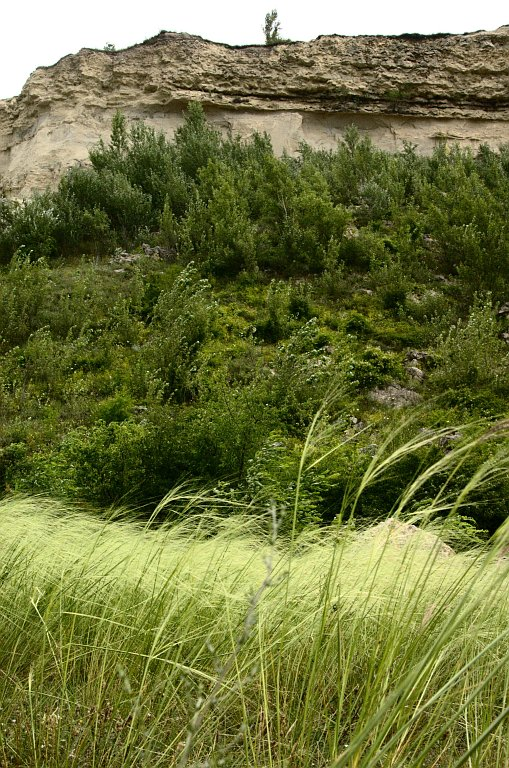
Девінський лісостеп, Словаччина

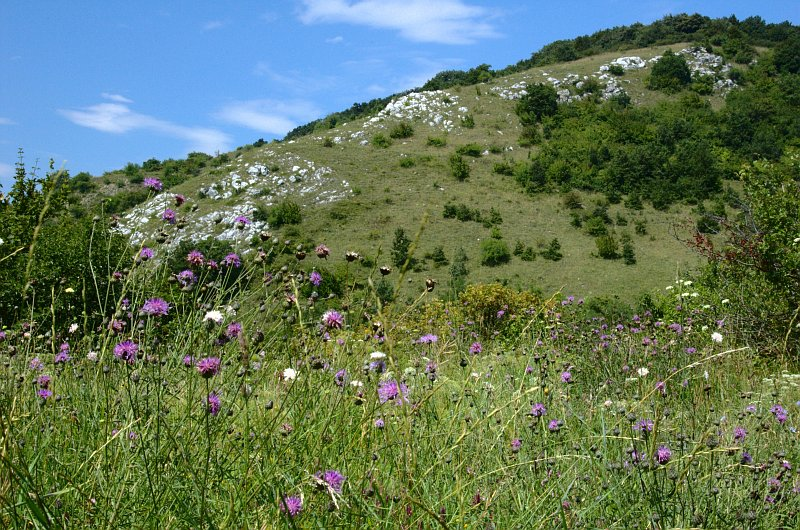
Девінський лісостеп, Словаччина

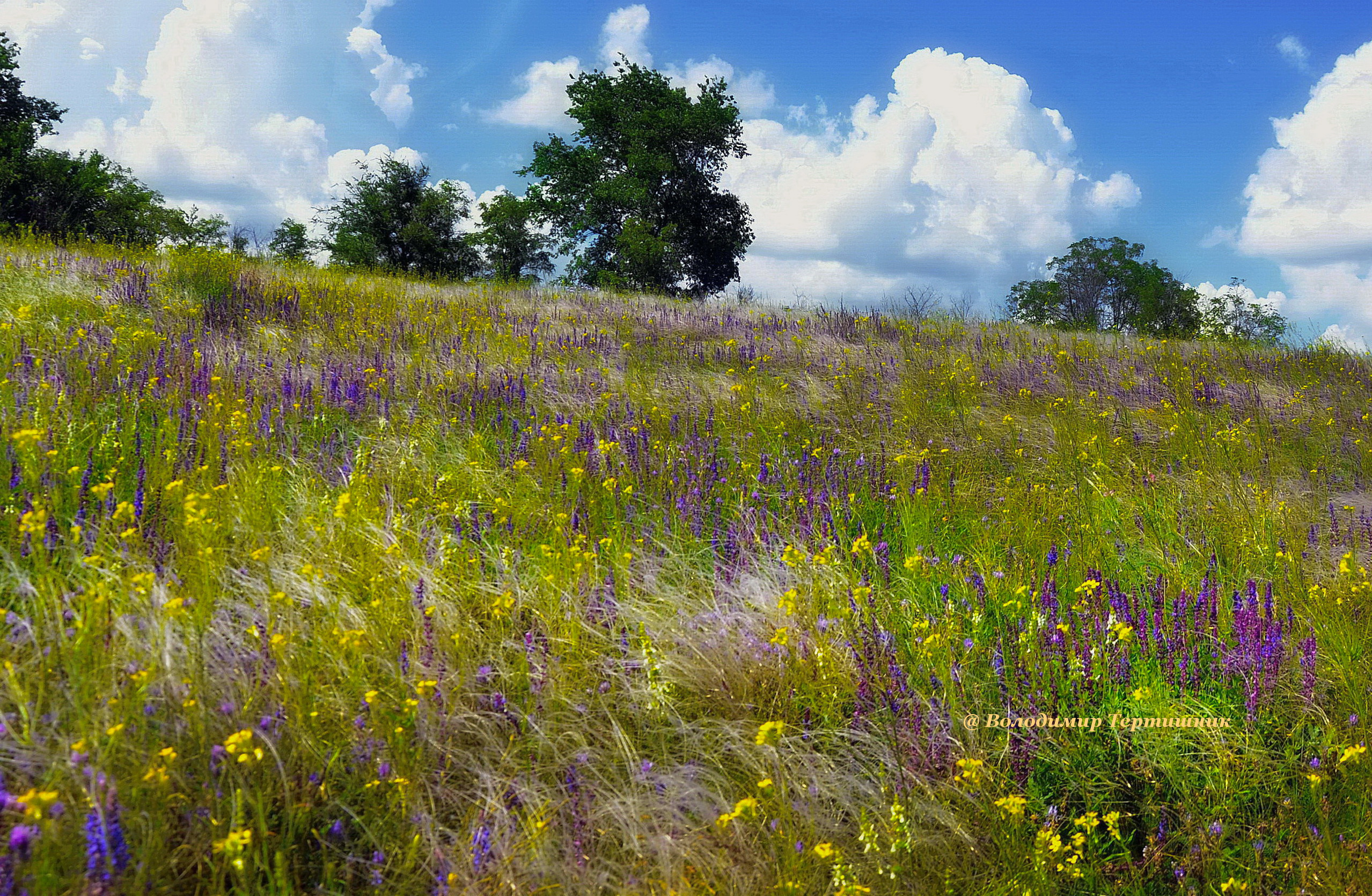
Лісостепова рослинність

Лісосте́п — перехідна природна зона Північної півкулі між зонами мішаних лісів та степу, на якій чергуються ділянки лісу і степу.
У Євразії лісостепи протягуються суцільною смугою із заходу на схід від східних передгір'їв Карпат до Алтаю. У Росії кордон з лісовою зоною проходить через такі міста, як Курськ і Казань. Захід і на схід цієї смуги безперервне простягання лісостепу порушено впливом гір.
Окремі ділянки лісостепів розташовуються в межах Середньодунайської рівнини, ряду міжгірських улоговин Південного Сибіру, Північного Казахстану, в Монголії і на Далекому Сході, а також займають частину рівнини Сунляо на північному сході Китаю.
У Північній Америці лісостепу простягаються з півночі на південь, через Великі рівнини, до 38 ° пн.ш.
Клімат лісостепу помірний, зазвичай з помірно жарким літом і помірно прохолодною зимою. Випаровування трохи переважає над опадами.
Лісостеп при русі на південь поступово містить все менше дерев і все більше степових ділянок, клімат стає спекотніше, опадів — менше, і лісостеп переходить в степ. При русі на північ відбуваються зворотні процеси, опадів стає більше, клімат — прохолодніше, і лісостеп переходить в лісову зону. Дерева які можна побачити: дика груша, дуб, осика, бук, вільха, граб, клен, липа.

## Географія

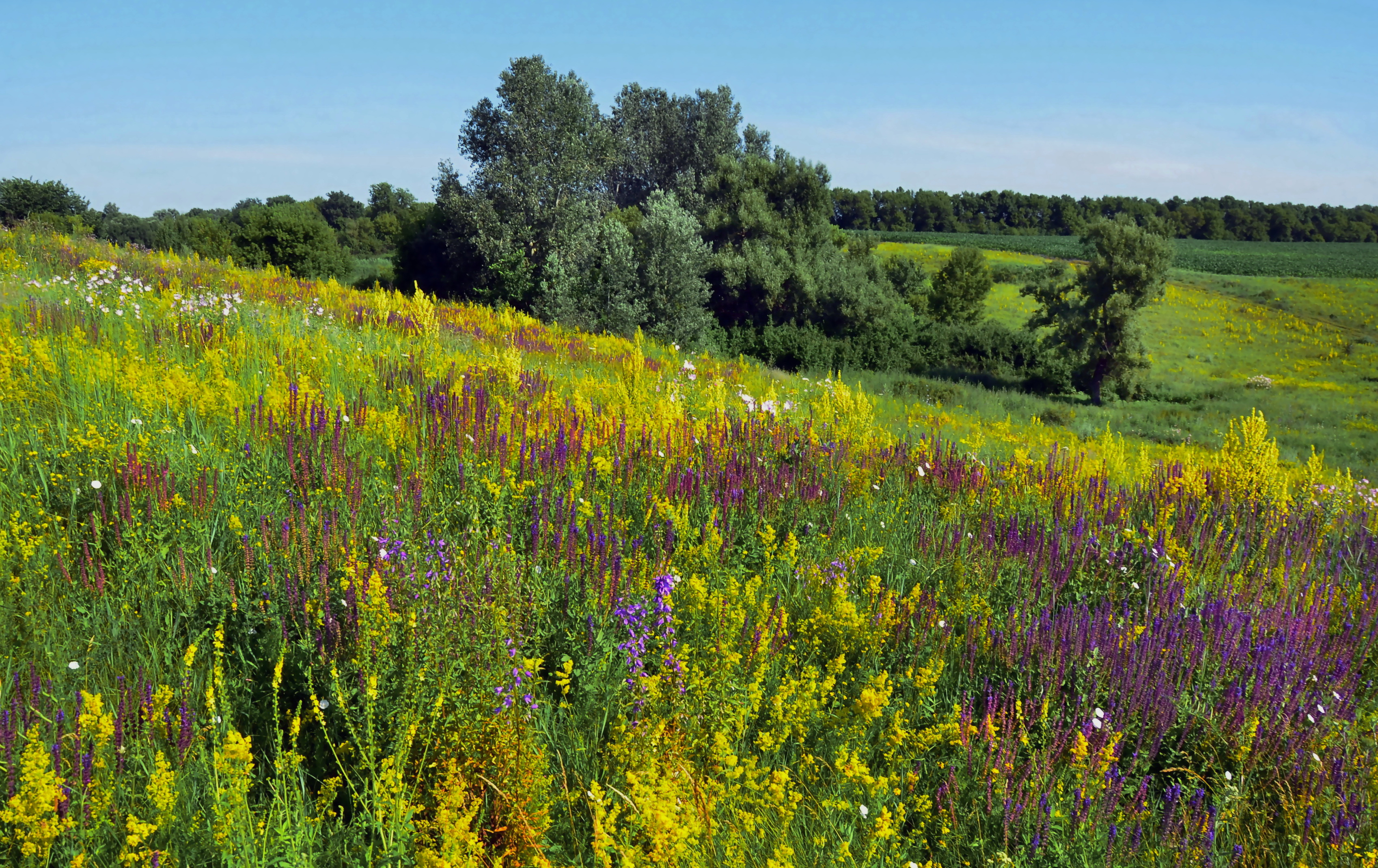
Український лісосте́п

У Євразії лісостеп простягається суцільною смугою з заходу на схід від східних передгір'їв Карпат до Алтаю. Окремі ділянки лісостепу знаходяться у межах Середньодунайської рівнини, ряду міжгірних западин Південного Сибіру, в Монголії та на Далекому Сході, а також займають частину рівнини Сунляо на північному сході Китаю.
У Північній Америці лісостеп простягається з півночі на південь, через Великі рівнини, до 38° пн. ш. У Південній півкулі лісостеп як виражена природна зона відсутня.
Клімат лісостепу, як правило, помірно-континентальний. Річна кількість опадів 600 мм. Іноді випаровуваність практично дорівнює опадів. На довготі Москви зима в лісостепу помірно м'яка, середня температура січня в місті Харкові (південна межа лісостепу, Україна) становить -7 градусів, приблизно до -10 градусів, в місті Орел, де починається зона змішаних лісів. Іноді ж в лісостепу взимку можуть лютувати і суворі морози, і м'які зими. Абсолютний мінімум в зоні лісостепу зазвичай дорівнює -36 … -40 градусів.
Літо в лісостепу часто буває спекотне і посушливе, особливо на півдні лісостепу, проте в середньому воно все ж менш жарке, ніж в степовій зоні. Іноді ж воно може бути холодним і дощовим, але це буває рідко. Найчастіше літо характерне непостійною, нестабільною погодою, яка може бути різною, залежно від активності тих чи інших атмосферних процесів. Середня температура липня в залежності від місця розташування коливається приблизно від 18,5 градусів до 23 градуси Цельсія, однак цілком можливі сильні відхилення від цих величин в окремі роки. Абсолютний максимум в лісостепу в залежності від широти зазвичай становить трохи нижче або близько 40 ° C в тіні. Однак спека в лісостепу трапляється рідше, ніж сильні холоди, в той час як в степовій зоні — навпаки.
Одна з особливостей лісостепу в тому, що флора і фауна лісостепу є середнім між флорою і фауною зони змішаних лісів та степової зони. У лісостепу ростуть і посухостійкі рослини, і рослини, характерні для лісової, більш північній, зони. Це ж стосується і тваринного світу.

## Екорегіони лісостепу

Східноєвропейський лісостеп

- Східноєвропейський лісостеп — перехідна природна зона від середньоєвропейських та сарматських мішаних лісів на півночі та до понто-каспійського степу на півдні. Простягається від Румунії на заході до Уральських гір на сході.
- Казахський лісостеп — лежить на схід від Уралу, між Західносибірським широколистяними та змішаними лісами та Казахським степом.
- Алтайський гірський ліс та лісостеп
- Південносибірський дощовий ліс має ділянки лісостепу
- Селенго-Орхонський лісостеп
- Даурський лісостеп лежить між Забайкальськими хвойними лісами та Східносибірською тайгою на півночі та Монголо-Маньчжурським степом на південь.
- Лісостеп Загросу
- Лісостеп Ельбурсу
- Рідколісся та лісостеп Копетдагу
- Осиковий лісостеп

## Український лісостеп
Широка смуга української ділянки європейського лісостепу простягається з південного заходу від кордону з Молдовою на північний схід до кордону з Росією через центральну частину країни (33 % території). Виразних меж зона не має, адже степові ділянки вклинюються островами в лісову зону, а ліси окремими масивами заходять у зону степів. Північна межа лісостепу збігається з південною межею зони мішаних лісів, а південна — проходить вздовж лінії Подільськ — Кропивницький — Кременчук — Берестин — Вовчанськ.
Лісостепова зона займає територію, на якій переважають височини. Платоподібні поверхні височин чергуються з горбогір'ями, окраїни височин сильно почленовані ярами і балками. Низовини займають невеликі території на Лівобережжі (Придніпровська низовина). Висоти поверхні коливаються від 100 м до 471 м (гора Камула). Загалом поверхня із заходу та сходу нахилена до Дніпра, абсолютні висоти змінюються від 380 м на Подільській височині і 230 м на Середньоруській височині до 50 м біля русла Дніпра.
Внаслідок неоднакової висоти поверхні, помітних відмінностей у кліматі, ґрунтах і рослинному світі в різних частинах зони виділяють фізико-географічні провінції[джерело?]:
- Західноукраїнську — широколистяних лісів;
- Дністровсько-Дніпровську — лісостепових і лукостепових височинних ландшафтів;
- Лівобережно-Дніпровську — лісостепових і лукостепових низовинних ландшафтів;
- Середньоруську — лісостепових височин.